# Hvožďany (Domažlicei járás)
Hvožďany település Csehországban, a Domažlicei járásban. Hvožďany Poběžovice, Hora Svatého Václava, Mnichov és Drahotín településekkel határos. Lakosainak száma 38 fő (2024. január 1.).

## Népesség
A település lakosságának változását az alábbi diagram mutatja:
| Lakosok száma | 208  | 163  | 154  | 62   | 42   | 34   | 35   | 36   | 39   | 38   |
|               | 1869 | 1890 | 1921 | 1950 | 1980 | 2001 | 2017 | 2019 | 2022 | 2024 |